# Міністерство інфраструктури та розвитку Польщі

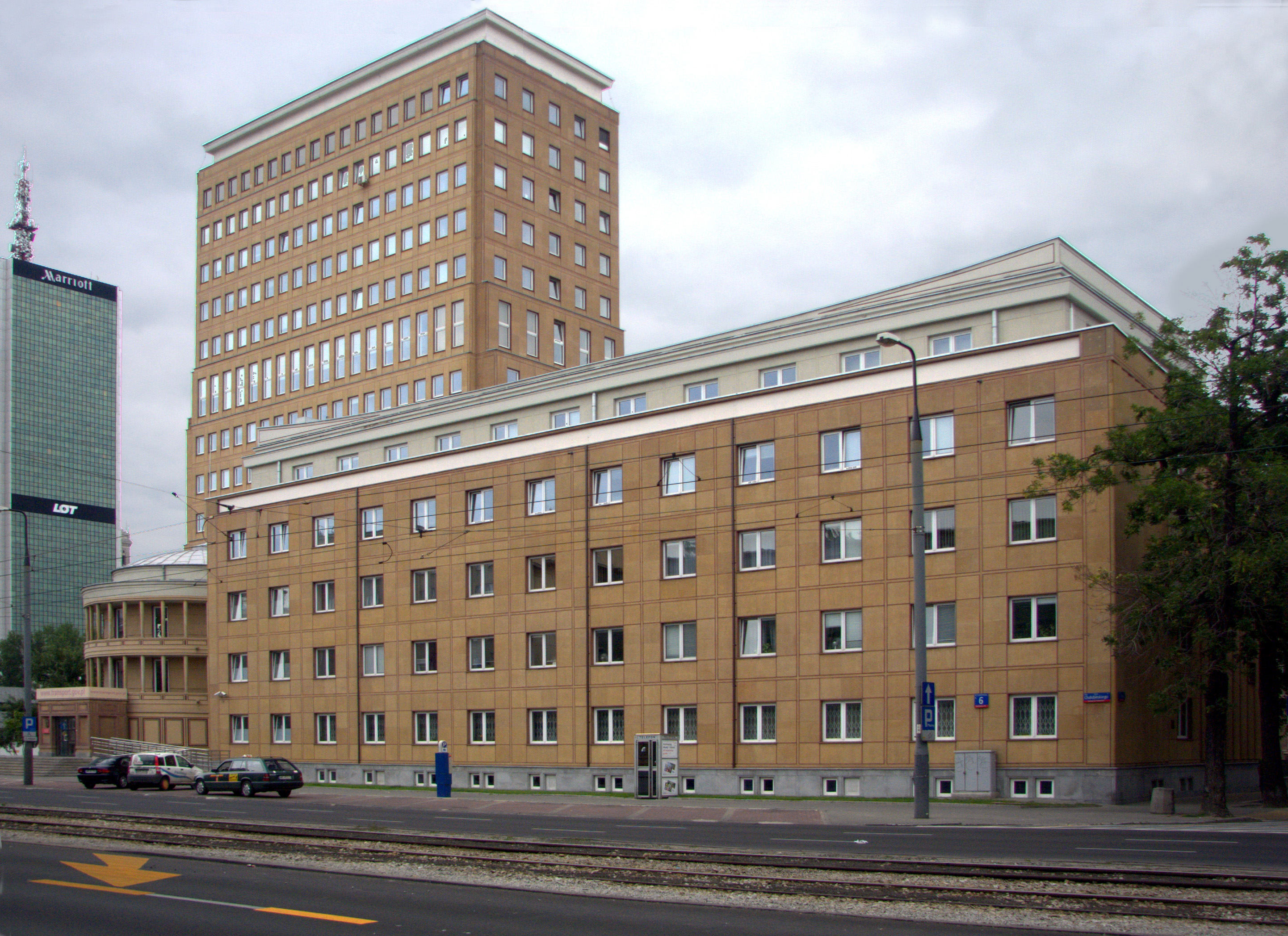
Будівля міністерства на вулиці Тітуса Халубінского в Варшаві

Міністерство інфраструктури та розвитку (пол. Ministerstwo Infrastruktury i Rozwoju) — колишнє міністерство в уряді Польщі. Створено при голові Ради міністрів Дональді Туску 27 листопада 2013 шляхом злиття Міністерства регіонального розвитку з Міністерством транспорту, будівництва та морського господарства.
Міністерство було ліквідовано, а на його місце 8 грудня 2015 були створені
- Міністерство інфраструктури та будівництва (будівництво, місцеве планування та розвиток,  житлово-комунальне господарство, транспорт),
- Міністерство розвитку (регіональний розвиток),
- Міністерство морського господарства та внутрішнього судноплавства (морський сектор).

Міністром інфраструктури та розвитку була віце-прем'єр Ельжбета Беньковська (пол. Elżbieta Bieńkowska; нар. 1964).

## Функції
Координує різні галузі економічного та інфраструктурного розвитку. Відповідає в Польщі за національну та регіональну політику в галузі розвитку, управління та використання структурних фондів та Фонду єдності ЄС, усунення просторової економічної нерівності та просування соціальної та економічної інтеграції між громадським та приватним сектором. На міністерство також покладено завдання управління транспортною інфраструктурою Республіки Польща, включаючи будівництво автострад та швидкісних доріг, доріг республіканського значення, мережі залізниць, аеропортів, і національного морського транспорту. Крім того, міністерство також відповідає за житлову та будівельну політику в межах своїх завдань.